# Fleurigné
Fleurigné korábbi község Franciaországban, Ille-et-Vilaine megyében. Lakosainak száma 917 fő (2021. január 1.). Fleurigné Beaucé, La Chapelle-Janson, Laignelet, Le Loroux, La Selle-en-Luitré és Larchamp községekkel határos.
2024. január 1-jén La Chapelle-Janson korábbi községgel egyesült és az így létrejött La Chapelle-Fleurigné új község része lett.

## Népesség
A település népességének változása:
| Lakosok száma | 674  | 812  | 841  | 997  | 1037 | 1017 | 1021 | 952  | 939  | 917  |
|               | 1968 | 1982 | 1990 | 2006 | 2011 | 2015 | 2016 | 2018 | 2019 | 2021 |